# Renata Adler
Renata Adler (Milà, 19 d'octubre de 1930) és una escriptora i crítica de cinema. Adler té la biografia extraordinària de qui ostenta més de tres quarts de segle i una bona posició al món de les lletres: va fugir dels nazis quan només era una nena, va tornar a Europa, on va estudiar amb Claude Lévi-Strauss, i va acabar escrivint per The New Yorker durant quaranta anys. Va tenir temps d'estar al càrrec de la crítica cinematogràfica al The New York Times, d'ensenyar a la Universitat de Boston i de consagrar-se com una de les millors assagistes del segle passat. La seva novel·la Lancha rápida és una de les obres de culte més celebrades de la segona meitat del segle xx, consideració a la qual aspira el seu segon treball novel·lístic, Oscuridad total.